# Абдулах ибн Џафар
Абдулах ибн Џафар (араспски: عبد الله بن جعفر‎) је био пратилац и рођак исламског пророка Мухамеда и нећак Алија. Мухамед ибн Абу Бакр је био његов полубрат. Био је одан Ахл ел Бајту упркос свом одсуству код Кербале, приписује се своје заслуге и захваљује како наводи Свемогућем Алаху, говорећи ако не могу подржати Хусеин ибн Алија код Кербале, моја два сина (Аун о Мухаммад) су то учинила. Према Ричарду Францису Бартону, он је широко признат као најосјетљивији међу Арапима. Његов гроб се налази у близини Акил ибн Аби Талиба и Абу Суфјан бин ел Хариса (унук Абд ел Муталиба) у Џанатуал Баки.

## Младост
Био је син Џафара ибн Абу Талиба и Асме бинт Умаис. Емигрирали су у Абисинију 616. године, и Абдулах и његова два брата су рођени тамо. Абдулах је био први муслиман који се родио у земљи Абисиније. Након рођења Абдулаха у Абисинији (Хабеша, тренутно Етиопија), краљ Аксумског краљевства (Ел Наџаши) је такође био благословен сином. Одмах је питао родитеље Абдулаха Ибн Џафара о имену њиховог детета. Након што је сазнао име породице Џафар, краљ Абисиније је за свог првог сина изабрао име "Абдулах". Такође се наводи да је Асма бинт Умаис била мајка која је дојила сина Абисинског краља. Млађи брат Абдулаха изгледа да је прво дете у муслиманској историји које је названо Мухамед након Посланика ислама. Породица се вратила у Арабију 628. и настанила се у Медини.‍:196

### Мухамедова преклињања и упутства
Уз Ибн Хаџарову препоруку, каже се да је након 3 дана од Џафарове смрти Мухамед отишао у кућу Асме и позвао децу Џафара. Затим је рекао за свако од њих: “Што се тиче Мухамеда, он личи на нашег ујака Аби Талиба. А што се тиче Абдулаха, он личи на мој изглед и карактер. Након тога, Мухамед је узео десну руку Абдулаха и рекао: "О Алах, осигурај наследника за Џафара у његовој породици, и благослови Абдулаха у његовом послу, и поновио овај позив Ел моћнику три пута. Мухамед је упутио синове Аби Талиба, наиме Џафара, Акила и Алија, да организују бракове своје деце са рођацима.

## Брак и породичне везе
Али је посебно желио да његове кћери удају за Џафарове синове.‍:299 Када је Абдулах затражио Заинабину руку, Али је прихватио. Абдулах и Заинаб су имали петоро деце.
- Али ибн Адулах.
- Авн ибн Абдулах.
- Абас ибн Абдулах.
- Мухамед ибн Абдулах.
- Ум Култум бинт Абдулах.[3]‍:300

Према Шејх Мухамеду Абасу Кумију, имао је 20 синова са различитим супругама, укључујући 5 деце са Заинаб Бинте Али. Даира-е-Мариф Исламиа (Круг исламског знања) Универзитета у Пенџабу (стр. 568-70, том.X) описује да је Заинаби потомак Абдулаховог сина Алија преко Заинаб бинте Али.‍:31
Абдулах Бин Џафар-е-Таџар је био један од најбогатијих људи у Мадини и познати филантроп који је назван „Бахрул Џоуд“, што значи океан милосрђа.‍:35
Када је Али постао калиф 656. и преселио се из Медине у Куфу, Заинаб и Абдулах су му се придружили.

### Путовање његове жене са Хусеин ибн Алијем
Повезано је да је Заинаб већ предводила путовање (путовање у Кербалу) пре него се удала и и дозвољено јој је да добије пратњу у виду свог брата током преговора о браку. Када је реч о одсуству Абдулаха у бици код Кербале, речено је да је то било због његовог вида, због чега није могао да поднесе ригидност путовања и рата.‍:37 Знајући за Хусеиново путовање у Куфу, Заинаб, супруга Абдулаха ибн Џафара, молила је за мужеву дозволу да прати брата. Схвативши забринутост свог супруга, изјавила је :
| „ | Ви знате да за 55 година мој брат и ја никада нисмо били раздвојени. Сада је време наше старости и затварања наших живота. Ако га сада оставим, како ћу моћи да се суочим са својом мајком, која је у време њене смрти рекла, "Заинаб" након мене, ти си и мајка и сестра Хусеина? За мене је обавеза да останем са вама, али ако не одем с њим у ово време, нећу моћи да издржим раздвајање. | ” |

Абдулах је тада одобрио и послао њихова два сина на судбински пут.
Абдулах је истовремено био ожењен Леилом бинт Масудом.‍:300 У вези са књигама 'Насаб е Куреиш Страна-83' и Џамират ул Насаб, Ибн Хазм страна 62 описано је да је Леила Бинте Масуд бин Халид била 'Зоја-е-Сани (друга супруга)' кроз овај брак је имао две кћери (Уме Мухамед и Уме Абхиха) и четири сина (Јахја, Харун, Салех и Муса).
У књигама се такође налази вест да се Абдуллах након развода од Заинаб  па се оноженио њеном сестром, Ум Култум бинт Али, која је била удовица његовог брата Мухамеда. Овај брак је био без деце, а Ум Култум је умрела пАбдулаха. У складу са линијом дванаесторице за добијање развода, Мухамед Ел Мунаџид пише да је Заинаб умрла док је била у браку с њим (Абдулах бин Џафар). Постоје и данас многи потомци Заинаб и Абдуллааха ибн Џафара.

## Каријера
Битке: Што се тиче његовог присуства у бици камила, назначено је да је на крају битке, док му је било поверено спашавање и враћања мајке верника у Медину под заштиту њеног брата Мухамеда Бин Аби Бакара, Али је наредио за исплату 12.000 / - Дирхамима Аиши. Абдулах је мислио да је тај износ премален и донео огромну своту за Аишу, жену Пророка.‍:127 (VOL.XVI)Према Ахмаду ибну Атхаму у бици код Сифина, он је командовао пешадијом у војсци Али бин Аби Талиба заједно са својим рођаком Муслим бин Акилом, Мухамед бин Ханфијом и братом Мухамад бин Аби Бакаром.
Политика: Био је чврст присталица свог ујака Алија у грађанском рату, али се касније удаљио од политике. Одржао је репутацију либералности и покровитељства у Медини, стекавши надимак "Океан великодушности". После убиства Али Ибн Аби Талиба, Абдлах бин Џафар је заједно са својим рођацима Хасаном и Хусеином учествовао у прању тела и одео га за сахрану у три хаљине без Курте (дугачке кошуље).
Поред извесног шпијуна који извјештава Али Ибн Аби Талиба да је Кајс бин Сад бин Убада, његов гувернер у Египту поклонијо своју верност Муавији, примио је његово писмо које је написано у перспективи ствари које су настале због завере коју је изазвао противник Алија . Али је позвао своје синове и Абдалах бин Џафара и консултовао их поводом те ствари. По савету Абдулаха, Али је написао писмо којим се налаже Кајс бин Саду да тражи од људи да дају своју оданост онако како су то учинили Муслимани (након трећег калифа). Али, ако то не учине, онда се борите против њих. Гувернер Египта је против ове комуникације написао писмо Али Ибн Аби Талибу. Тада је Абдулах Бин Џафар затражио од свог таста да замени Кајс бин Сад бин Убадаха са Мухамедом Бин Аби Бакаром као гувернером Египта и замолио је да би, ако је заиста прешао на Муавјини страну, тербало да одбије да се одрекне Египта. Међутим, како каже Табри, то је био лош савет након састанка Кајс бин Сад-а са Али-јем током периода убијања Мухамеда бин Аби Бакара.‍:185–189 (VOL.XVI)
Једном је вођа ирачког села затражио од Абдулаха Бин Џафара да препоручи његов случај пред калифом Алијем због успеха који је постигао. Он је то учинио и питање тог вође је задовољило Али Ибн Аби Талиба. Као задовољство, посланик је послао 40.000 Дархима преко неких људи Абдулаху, који је одбио новац говорећи да ми не продајемо наша добра дела.

## Његова визија за Хусејина
Сазнавши за смрт њргова два сина у борби за Кербалу, људи су нудили саучешће Абдулаху, један од његових Мавилија (Абу ел Лислас [сапутник]) је рекао да је то оно што смо срели и шта нас је задесило кроз Хусеин Ибн Алиа ”на ову изјаву ударио га је сандалом и рекао да ми је драго што су његова два сина погинула са његовим братом и рођаком. Побогу! Да сам био присутан с њим, радије га не бих оставио да буде убијен с њим. Тада је тражио пажњу људи који су га тешили, рекавши: “Хвала Богу, који је отежао живот, утешио Хусеин Ибн Алиа својим рукама, два сина су га утешила.‍:177

### Писмо Хусеину
Према Ибн Халдуну у другом поглављу, том II наслову "јазид-I", од 60 до 64 године, описано је да је Абдулах послао писмо преко својих синова Ава и Мухамеда Хусеину, говорећи "да Бог враћа назад". Мој савет вам је да вас узнемири да ћете бити убијени а Ахле-Баит уништен. Као резултат тога, Земљино светло ће се окончати, па онда не би било вође за муслимане. Молим вас немојте журити на путовање, ја ћу стићи тамо после овог писма. Касније је отишао до Амр бин Саида који је био Јазидов гувернер Меке и замолио га да напише писмо Хусеину и понуди му гаранцију нешкодљивог понашања према њему које ће му осигурати вашу љубазност и отвореност. Покажите му поверење у свом писму и затражите од њега да се врати. На ово писмо је одговорио и Хусеин.